# 万州区
万州区位于重庆市东北部、三峡库区腹心，是三峡库区经济中心，因“万川毕汇”而得名，因“万商云集”而闻名，因“万客来游”而扬名。幅员3456.41平方公里，其中城区面积110平方公里，辖52个乡镇街道，三峡工程中累计搬迁安置移民26.3万人，是重庆市移民任务最重、管理单元最多的区县，先后获“中国烤鱼之乡”“中国曲艺之乡”“重庆市历史文化名城”等称号，连续四届获“全国双拥模范城”殊荣，获得全国综治工作最高奖“长安杯”。

## 历史沿革

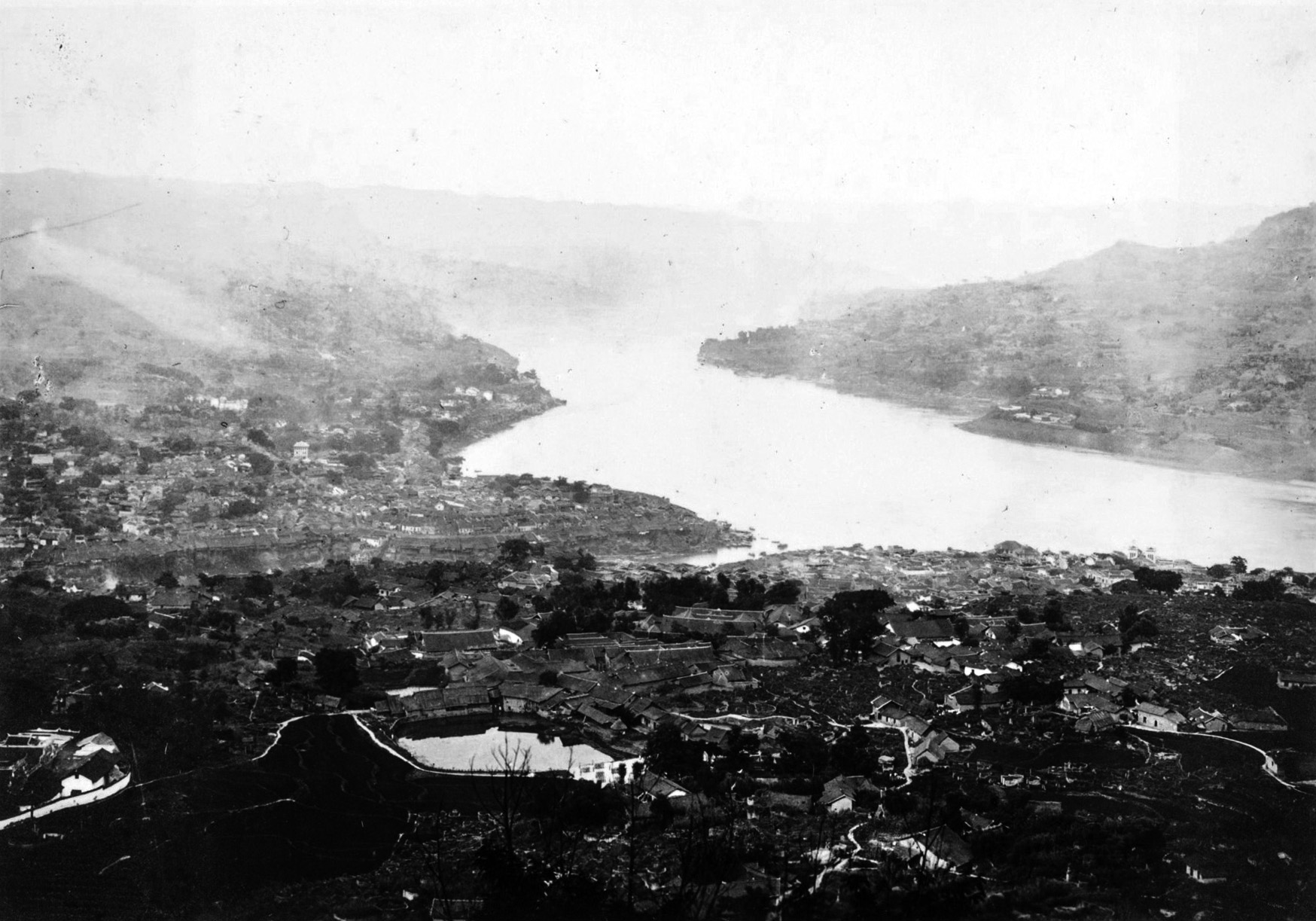
1940年代的萬縣

万州因“万川毕汇”而得名，因“万商云集”而闻名。旧石器时代即有人类活动遗迹，大周镇渣子门遗址曾出土一批打制磨制石器；新石器时代有涪溪口、麻柳沱、密溪沟、苏和坪、大地嘴、黄柏溪、聚鱼沱等众多遗址。
- 夏属梁州之地。
- 商周时期为庸国境域。
- 周匡王二年（公元前611年），楚、秦、巴三国联合灭庸，三分其地，区境归属巴国。在巴国由清江流域沿长江流域西迁过程中，曾驻万州区武陵镇“巴子故城”。春秋战国之交，巴楚数相攻伐，巴国衰落。周显王（公元前368～公元前321年）时期，楚国逐渐占领巴国峡江地区。
- 秦昭王三十年（公元前277年），秦夺取楚国西部地区后，置巴郡朐忍县（治万户驿，今云阳县双江镇建民村）管辖。
- 东汉建安二十一年（216年），刘备分朐忍西南地界置羊渠县（因“羊飞山下有盐渠”），治今万州区长滩镇，为区境行政建置之始。
- 蜀汉建兴八年（230年），省羊渠置南浦县。
- 西魏废帝元钦二年（553年），改南浦县为鱼泉县（得名于“地土多泉，民赖鱼罟”），徙治江北（今万州区原环城路）。在鱼泉县置安乡郡，辖鱼泉、梁山（今梁平区）2县。
- 北周时期（557～581年），改鱼泉县为安乡县，改安乡郡为万川郡（取“大江至此，万川毕汇”之意），与南州同治；分临江地置南都郡，领源阳1县（治今万州区武陵镇），北周建德四年（575年）分别改名为怀德郡和武宁县（“取威武以宁斯地为名”）。
- 隋开皇十八年（598年），废万川郡，改万川县为南浦县。炀帝大业三年（607年），废南州，南浦、武宁隶属巴东郡。
- 唐武德二年（619年），分南浦、武宁、梁山3县置南浦州（治南浦县），隶属夔州。武德八年（625年），废南浦州。武德九年（626年），复立浦州，仍领南浦、武宁、梁山3县，隶属夔州。贞观八年（634年），改浦州为万州。天宝元年（742年），改万州为南浦郡。乾元元年（758年）复名万州，仍领南浦、武宁、梁山3县。
- 五代十国时期，万州境域先后为前蜀、后唐、后蜀占据，行政建置仍沿袭唐制，领南浦、武宁、梁山3县。
- 北宋开宝三年（970年），以万州石氏屯田务置梁山军（亦名高梁郡），领梁山1县，划归夔州路管辖。
- 元朝至元二十年（1283年），省南浦县入万州，领武宁1县。
- 明洪武四年（1371年），并武宁县入万州；洪武六年（1373年），降万州为万县。
- 清属夔州府。光绪二十八年（1902年），对外开埠。
- 清宣统三年十月五日（1911年11月25日），清廷驻万县巡防军第三营管带刘汉卿宣布反正，十月十四日（12月4日）在万县成立四川省下川东蜀军政府。
- 民国初先沿袭清朝属奉节夔州府，后隶川东道，后改东川道。
- 民国六年（1917年），设立海关。
- 民国十五年（1926年）9月5日，发生万县惨案。
- 民国十七年（1928年）11月15日，驻万军阀杨森以万县城区设置万县市。万州成为中国内地较早建市的城市。
- 民国二十四年（1935年）国民政府将四川划分为9个行政督察区，四川省第九行政督察区在万县市设立，辖万县市（同年10月并入万县）、万县、开县、忠县、云阳、奉节、巫山、巫溪、城口1市8县。
- 1937年国民政府迁都重庆，万县成为连接前后方的重要堡垒和战略物资集散地，战时经济飞速发展，成为与成、渝齐名的四川第三大城市（城市人口达到17.5万人）。
- 1949年12月8日，万县由中华人民共和国政府管治，15日，设置川东行署区万县专区，代管万县市。
- 1952年9月，改隶四川省。万县专区由四川省领导，12月万县市划归万县专区，共辖1市、8县。
- 1953年3月原大竹专区所属梁平县划入万县专区，共辖1市、9县。
- 1968年5月，万县专区改称万县地区，辖区不变。
- 1992年12月15日，国务院撤销万县地区、万县市（县级市）、万县，设立万县市（地级市）。
- 1993年4月，万县市正式设立，辖开县、忠县、梁平、云阳、奉节、巫山、巫溪、城口8个县，另在原万县、万县市（县级市）的基础上新设立龙宝区、天城区、五桥区3个市辖区。史称“三区八县”。
- 1997年3月14日，全国人民代表大会八届五次会议通过设立重庆直辖市议案，万县市正式划属重庆市。
- 1997年12月20日，中共中央办公厅、国务院办公厅批复，撤销万县市及所辖龙宝、天城、五桥3区，设重庆市万县移民开发区和万县区。
- 1998年5月，国务院办公厅批复，万县移民开发区和万县区更名为万州移民开发区和万州区。6月18日，万州移民开发区和万州区正式设立，实行两块牌子、一套班子运行体制，万州移民开发区代管有移民任务的开县、忠县、云阳、奉节、巫山、巫溪6县。
- 2000年6月25日，国务院（国函[2000]88号）批准同意撤销万州移民开发区，原万州移民开发区代管的忠县、开县、云阳县、奉节县、巫山县和巫溪县由重庆市直辖。同时，龙宝管委会、五桥管委会、天城管委会更名为龙宝移民开发区、五桥移民开发区、天城移民开发区，继续由万州区管辖。
- 2004年区划调整，镇乡街道合并为53个。
- 2005年4月，撤销龙宝、天城、五桥移民开发区，所辖镇乡街道由万州区直接管理；9月，凤仪乡并入恒合土家族乡。
- 至2024年末，万州区辖14个街道、27个镇、11个乡，197个社区居民委员会、1592个居民小组，413个村民委员会、2902个村民小组。

## 自然地理
万州区地处四川盆地东缘、重庆市东北部、长江三峡库区腹心，位于北纬30°23′50″～31°0′18″、东经107°52′22″～108°53′52″之间，幅员3456.41平方千米。东与云阳县相连，西与忠县、梁平区毗邻，南与石柱土家族自治县和湖北省利川市接壤，北与开州区和四川省开江县交界。东西广97.25千米，南北袤67.25千米，城区面积110平方千米，直线距离重庆市228千米。区内山丘起伏，最高点位于普子乡七曜村沙坪峰，海拔1762米；最低点位于黄柏乡境内，随长江蓄水水位变化而变化。低山、丘陵面积约占四分之一，低中山和山间平地面积约占四分之一，极少平坝和台地，且零星散布。
境内河流纵横，河流、溪涧切割深，落差大，高低悬殊，呈枝状分布，均属长江水系。长江自西南石柱土家族自治县、忠县交界的长坪乡石槽溪（海拔118米）入境，向东北横贯腹地，经黄柏乡白水滩（海拔约106米）流入云阳县，流程82.6千米。境内有流域面积在2平方千米及以上的大小河流及山洪沟共计249条，纳入河道名录登记的河流有102条（其中流域面积大于50平方千米的河流28条，流域面积小于50平方千米的河流74条）。区内河流直接注入长江的主要河流有7条，分别是苎溪河、瀼渡河、石桥河、新田河、五桥河、大周溪、杨河溪；区内河流流经其他区县后再注入长江的主要河流有2条，分别是九龙溪、培文河；区内过境主要河流4条，分别是长江、磨刀溪、普里河、泥溪河。
境内出露地层的地质年代多见于中生代三叠纪和侏罗纪，形成时间距今2.3亿～1.37亿年，以侏罗纪分布最广，三叠纪次之，局部地方有距今2.85亿～2.3亿年的古生代二叠纪地层，也有距今250万年的新生代第四纪地层，境内地质构造线，属新华夏系第三巨型隆起带武陵山褶皱带西缘与大巴山弧形褶皱带控制的四川菱形构造盆地的北东方向延伸出境外，消失于七曜山背斜构造的北西侧，形成向突向北西的万县弧形构造线。

### 气候
境内属亚热带季风湿润带，气候四季分明，冬暖、多雾；夏热，多伏旱；春早，气温回升快而不稳定，秋长，阴雨绵绵，以及日照充足，雨量充沛，天气温和，无霜期长，霜雪稀少。

2024年，万州区平均气温18.7℃，较常年（16.5℃）显著偏高2.2℃；降水量957.4毫米，较常年（1183.1毫米）偏少225.7毫米，偏少19.1%；日照时数1464.6小时，较常年（1168.1小时）偏多296.5小时，偏多25.4%。 汛期（5～9月）降水量为514.5毫米，较常年（823.9毫米）偏少38%。全年气候状况总体偏差，旱重于涝，出现1961年以来最长高温天气，灾害性天气气候事件总体较常年偏重。
| 万州区(平均数据1981−2010，极端数据1951-2010) | 万州区(平均数据1981−2010，极端数据1951-2010) | 万州区(平均数据1981−2010，极端数据1951-2010) | 万州区(平均数据1981−2010，极端数据1951-2010) | 万州区(平均数据1981−2010，极端数据1951-2010) | 万州区(平均数据1981−2010，极端数据1951-2010) | 万州区(平均数据1981−2010，极端数据1951-2010) | 万州区(平均数据1981−2010，极端数据1951-2010) | 万州区(平均数据1981−2010，极端数据1951-2010) | 万州区(平均数据1981−2010，极端数据1951-2010) | 万州区(平均数据1981−2010，极端数据1951-2010) | 万州区(平均数据1981−2010，极端数据1951-2010) | 万州区(平均数据1981−2010，极端数据1951-2010) | 万州区(平均数据1981−2010，极端数据1951-2010) |
| 月份                                         | 1月                                          | 2月                                          | 3月                                          | 4月                                          | 5月                                          | 6月                                          | 7月                                          | 8月                                          | 9月                                          | 10月                                         | 11月                                         | 12月                                         | 全年                                         |
| -------------------------------------------- | -------------------------------------------- | -------------------------------------------- | -------------------------------------------- | -------------------------------------------- | -------------------------------------------- | -------------------------------------------- | -------------------------------------------- | -------------------------------------------- | -------------------------------------------- | -------------------------------------------- | -------------------------------------------- | -------------------------------------------- | -------------------------------------------- |
| 平均高温 °C（°F）                            | 10.7 (51.3)                                  | 13.2 (55.8)                                  | 17.9 (64.2)                                  | 23.4 (74.1)                                  | 27.7 (81.9)                                  | 30.2 (86.4)                                  | 33.7 (92.7)                                  | 34.1 (93.4)                                  | 29.4 (84.9)                                  | 22.9 (73.2)                                  | 18.0 (64.4)                                  | 12.0 (53.6)                                  | 22.8 (73.0)                                  |
| 日均气温 °C（°F）                            | 7.3 (45.1)                                   | 9.2 (48.6)                                   | 13.1 (55.6)                                  | 18.2 (64.8)                                  | 22.6 (72.7)                                  | 25.5 (77.9)                                  | 28.4 (83.1)                                  | 28.3 (82.9)                                  | 24.3 (75.7)                                  | 18.8 (65.8)                                  | 14.0 (57.2)                                  | 8.9 (48.0)                                   | 18.2 (64.8)                                  |
| 平均低温 °C（°F）                            | 4.9 (40.8)                                   | 6.4 (43.5)                                   | 9.7 (49.5)                                   | 14.5 (58.1)                                  | 19.0 (66.2)                                  | 22.1 (71.8)                                  | 24.6 (76.3)                                  | 24.2 (75.6)                                  | 21.0 (69.8)                                  | 16.2 (61.2)                                  | 11.5 (52.7)                                  | 6.7 (44.1)                                   | 15.1 (59.1)                                  |
| 平均降水量 mm（）                            | 15.2 (0.60)                                  | 21.4 (0.84)                                  | 39.4 (1.55)                                  | 96.7 (3.81)                                  | 165.6 (6.52)                                 | 187.2 (7.37)                                 | 191.5 (7.54)                                 | 161.5 (6.36)                                 | 135.2 (5.32)                                 | 104.1 (4.10)                                 | 48.4 (1.91)                                  | 18.4 (0.72)                                  | 1,184.6 (46.64)                              |
| 平均相對濕度（％）                           | 84                                           | 80                                           | 78                                           | 79                                           | 79                                           | 81                                           | 79                                           | 76                                           | 79                                           | 85                                           | 85                                           | 85                                           | 81                                           |
| 来源：中国气象数据网                         |                                              |                                              |                                              |                                              |                                              |                                              |                                              |                                              |                                              |                                              |                                              |                                              |                                              |

## 行政区划
万州区共辖52个行政区划单元（14个街道、27个镇、11个乡），区政府驻地为陈家坝街道。

## 现任领导
| 机构     | · 中国共产党 · 重庆市万州区委员会 · 书记 | 重庆市万州区人民代表大会 常务委员会 主任 | 重庆市万州区人民政府 区长 | · 中国人民政治协商会议 · 重庆市万州区委员会 · 主席 | 重庆市万州区监察委员会 主任 |
| -------- | ---------------------------------------- | ---------------------------------------- | ------------------------- | -------------------------------------------------- | --------------------------- |
| 姓名     | 卢红                                     | 贺恩友                                   | 李庆                      | 彭志辉                                             | 金烽                        |
| 民族     | 汉族                                     | 汉族                                     | 汉族                      | 汉族                                               | 汉族                        |
| 籍贯     | 四川省井研县                             | 重庆市垫江县                             | 陕西省宝鸡市              | 湖南省宁乡市                                       | 重庆市开州区                |
| 出生日期 | 1968年2月                                | 1964年3月（61歲）                        | 1969年9月（55歲）         | 1970年7月                                          | 1971年9月（53歲）           |
| 就任日期 | 2024年7月                                | 2020年1月                                | 2023年9月                 | 2024年7月                                          | 2023年10月                  |

## 人口
2024年，万州区年末户籍人口168.98万人。其中，城镇人口71.42万人，乡村人口97.56万人；男性85.57万人，女性83.41万人；65周岁及以上人口32.67万人、占比19.3%。
年末常住人口153.88万人，比上年减少0.71万人，其中城镇常住人口110.02万人，常住人口城镇化率71.50%，比上年提高0.49个百分点。
全年出生人口7574人，人口出生率4.48‰；死亡人口12938人，人口死亡率7.65‰。人口自然增长率﹣3.17‰ 

## 经济
2024年，万州区地区生产总值1222.36亿元，比上年增长6.8%，总量位居全市第7、增速位居全市第3。其中，第一、二、三产业增加值分别为123.06亿元、408.61亿元、690.68亿元，分别增长2.8%、7.3%、7.2%。三次产业结构比为10.0:33.5:56.5。全年人均地区生产总值79253元，增长7.7%。

## 教育
2024年年末，万州区有学校340所。其中，普通高等学校7所，在校生9.52万人；普通中等职业学校6所，在校生1.67万人；普通中学57所，高中在校生3.53万人，初中在校生4.76万人；小学81所，在校生8.30万人；幼儿园188所，在园幼儿2.84万人；特殊学校1所。小学学龄儿童入学率100.0%，初中阶段毛入学率99.29%，高中阶段毛入学率123.50%。万州高级中学、清泉中学获全国首批科学教育试点学校。

## 高等学校
重庆三峡学院（本科）、重庆三峡医药高等专科学校（专科）、重庆安全技术职业学院（专科）、重庆三峡职业学院（专科）、重庆幼儿师范高等专科学校（专科）、重庆信息技术职业学院（专科）、重庆科技职业学院（专科）

## 交通

### 高速公路
目前万州区内已建成高速公路有有 渝万高速（已于2003年全线建成通车）、万云高速、万开高速、 万利高速、宜万高速、万达高速、万忠（南线）高速，汉渝高速已列入国家规划，还有万忠（北线）高速正在规划中。

### 公路
- 318国道、 348国道

### 铁路
万州城区内有高铁站万州北站、火车站万州站等。
目前区内有达万铁路（已于2002年建成通车，2010年完成电气化改造）、宜万铁路（已于2010年12月正式通车）、郑渝高速铁路，已于2016年11月28日建成通车），在建、待建的还有渝西客运专线、万黔铁路，规划中的有西安到萬州的高铁、萬州到達州的高鐵。
万奉铁路：正启动前期工作，已提交规划报告，准备开工。

### 航空
万州五桥机场于2003年竣工，为4C级民用运输机场、航空口岸机场。万州五桥机场远期（目标年2049年）拟按年旅客吞吐量1500万人次、4E级干线机场规划建设。

### 港口
长江十大港口之一，水路货运量、水路货物周转量分列全市第1、第2。

### 桥梁
城区有万州长江大桥、万州长江二桥、万州长江三桥、万安大桥、万州大桥、石宝嘴大桥、驸马长江大桥。

## 名胜旅游
万州旅游资源丰富。著名的有：鬼斧神工的绮丽景观“亚洲第一瀑”——万州大瀑布、潭獐峡峡谷型风景区；清新自然的铁峰山国家森林公园、王二包森林公园；蕴藏深厚人文积淀的太白岩、天生城、都枥山；幽深莫测的盐井龙洞；具有独特民俗民风的罗田古镇、悦君山寨堡文化、恒合高山土家族乡村旅游区等等。
2016年，接待国内游客1008.41万人次，增长3.1%；国内旅游总收入51.59亿元，增长3.2%。接待入境游客3.77万人次，国际旅游外汇收入624.04万美元，下降9.2%。国家AAA级及以上景区达7处。成功承办第七届中国长江三峡国际旅游节，“平湖万州”被央视评为“新三峡”十大旅游新景观。

### 全国重点文物保护单位
- 天生城遗址

## 特产
万州红桔：中国地理标志产品。